# Taste the Feeling
Taste the Feeling è un singolo del DJ svedese Avicii e del cantante australiano Conrad Sewell, pubblicato l'11 marzo 2016.

## Uso nei media
- Dal 2016 è la colonna sonora degli spot della Coca-Cola.
- Nel 2016 è stata usata anche come colonna sonora del campionato europeo di calcio 2016 e dei giochi della XXXI Olimpiade.

## Video musicale
Nel videoclip compare quasi sempre la bottiglia della Coca-Cola.